# アグノスティック (情報工学)
情報工学において、アグノスティック (agnostic) であるとは、ソフトウェアやハードウェアが、特定のプロトコル、プログラミング言語、オペレーティング・システムに依存しない、あるいはその仕様の詳細に関知しない設計であることを指す。英語で不可知論を意味する agnosticism に由来する。プラットフォームを問わない場合はplatform agnostic（ほぼクロスプラットフォームと同じ意味）、あるデータの処理や送受信において使用されるインターフェースやOSを問わない場合 data agnostic（英語版）などといった成句として使われる。     
data agnostic なプログラムの良い例は、SQL文を用いたデータベースの更新である。SQLプログラムは、データベースが保管されているファイルシステムやプラットフォームについて関知せず、異なった環境においても一種類のSQL文において同じ更新処理を実現する。また、プログラムが採用するSQLインターフェースモジュール（互換レイヤー）によっては、データーベースシステムそのものの違いを超えて同一のSQL文を実行することが可能な場合もある。           